# Nazione Osage
La Nazione Osage, detti anche brevemente Osage o Osagi, è un popolo di nativi americani di lingua siouan residenti nella regione delle Grandi Pianure.
Le prime notizie storiche sugli Osage sono del 1673, quando l'esploratore francese Jacques Marquette li collocò lungo il fiume Osage, nell'attuale Missouri. Tra il XVIII ed il XIX secolo essi entrarono in conflitto con molte delle popolazioni indiane delle grandi pianure e si affermarono come nazione dominante in una vasta area fra i fiumi Missouri e Red River. La Nazione Osage è una tribù federalmente riconosciuta negli Stati Uniti. Attualmente la maggior parte degli Osage vive nella Riserva Osage che corrisponde alla Contea di Osage nello stato dell'Oklahoma.

## Etimologia
I membri Nazione Osage erano originariamente conosciuti come "Ni-U-Kon-Ska", che significa "figli (o gente) delle acque di mezzo".
Nel seguito, quando nel XVII secolo incontrarono i primi esploratori francesi, essi si riferirono a se stessi con il nome Wah-Za-Zhi (o Wazhazhe). Questo era in effetti il nome di una delle suddivisioni degli Osage, che i francesi attribuirono all'intera popolazione e che tradussero in Ouazhigi (o Ouazhagi) poi anglicizzato in Osage.

## Storia

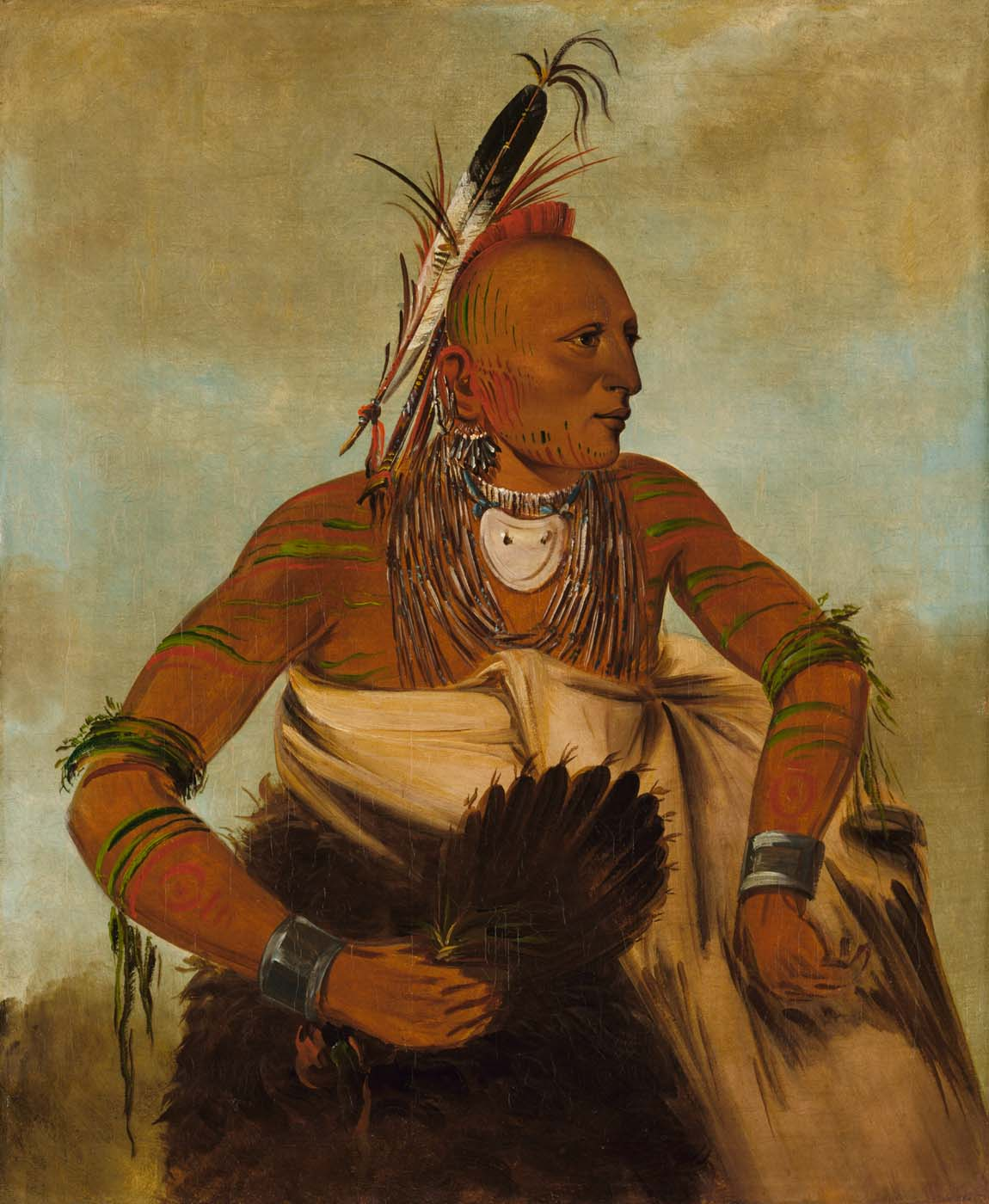
Guerriero Osage in un dipinto di George Catlin

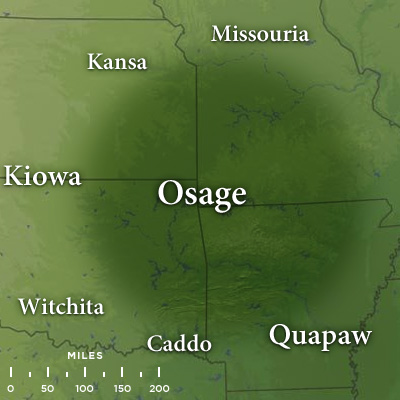
Territorio controllato dagli Osage nel XVII secolo

### Origini
Gli Osage sono strettamente correlati con le altre tribù del ramo Dhegiha delle lingue siouan che comprende, oltre a loro, i Kansa, Ponca, Omaha, e Quapaw.
Secondo la mitologia Osage, comune anche ad altri popoli del gruppo Dhegihan, essi derivano da una stirpe discesa dal cielo, chiamata "Ni-U-Kon-Ska", che si era stabilita sulla terra in un luogo a oriente che alcuni studiosi interpretano come le foreste lungo il fiume Ohio. La migrazione ed il suo periodo storico non sono stati tuttora verificati in quanto non sono stati identificati siti Osage appartenenti al periodo preistorico e protostorico. Peraltro anche nei siti Osage del periodo storico gli oggetti rinvenuti sono per lo più di origine europea e pertanto i reperti del periodo antecedente ai contatti con gli europei sono molto limitati. Nei siti più antichi le ceramiche ed altri manufatti presentano dei caratteri di somiglianza con quelli tipici della civiltà Oneota che possono suggerire una origine più settentrionale degli Osage.
Attualmente si ritiene che gli Osage siano effettivamente discendenti dei gruppi preistorici che occupavano il margine settentrionale dell'altopiano d'Ozark e che erano culturalmente affini ai popoli della cultura del Mississippi. Probabilmente questi gruppi erano poi stati sospinti da tribù ostili verso la valle del fiume Osage dove i primi esploratori francesi li avevano incontrati nel 1673.

### Dal 1673 al 1763
Al tempo dei primi contatti con gli europei gli Osage erano una tipica tribù della prateria. Essi vivevano in villaggi stabili e la loro economia era basata su un mix di agricoltura e caccia-raccolta. Dopo questi contatti gli Osage cominciarono a cambiare il loro stile di vita. Nel 1680 acquistarono i primi cavalli ed iniziarono a commerciare con i francesi, dai quali acquistarono anche asce e coltelli in metallo ed armi da fuoco. Ben presto il commercio, in particolare di cavalli, pelli e schiavi di altre tribù di nativi americani, divenne una delle principali attività degli Osage. Questo portò gli Osage a diventare aggressivi verso i loro vicini Pawnee e Wichita che, scarsamente armati, divennero le loro vittime preferite per le razzie di cavalli e schiavi.
Agli inizi del '700, con l'intensificarsi degli scambi commerciali, anche gli scontri con le popolazioni Caddo della regione si fecero più intense. A causa di ciò, tra il 1730 ed il 1750, molti gruppo Caddo fuggirono a sud del Red River per poter vivere in maggiore sicurezza e commerciare con i francesi.
Nel 1760 gli Osage erano divisi in tre gruppi principali, detti anche bande: Grand (o Great, o Big) Osage, Little Osage e Arkansas Osage o Arkansas Band. I Big Osage vivevano lungo l'Osage River, i Little Osage vivevano lungo il Missouri e gli Arkansas Band si erano spostati più a sud, nella regione lungo il fiume Arkansas detta Three Forks.

### Dal 1763 al 1803
Con i trattati di Fontainebleau (1762) e Parigi (1763) la Francia perdette il territorio della Louisiana, di cui le aree ove operavano gli Osage facevano parte, che passò sotto il controllo della Spagna. Questa nuova situazione ebbe ripercussioni sulla vita degli Osage e sulle loro attività commerciali. La Spagna infatti aveva abolito la schiavitù delle popolazioni indigene (leggi del 1542) ed era fortemente contraria al commercio di armi da fuoco con le tribù indiane. La principale attività degli Osage divenne pertanto il commercio di pelli e pellicce. Essi ripresero quindi la loro espansione territoriale a spese delle popolazioni Caddo nella valle del fiume Arkansas che furono quindi costrette a fuggire verso sud. Dopo il 1770 gli Osage avevano conquistato il controllo dell'Altopiano di Ozark e della valle dell'Arkansas ed avevano quindi libero accesso alle pianure a ovest dell'Arkansas. Essi diedero quindi luogo ad un nuovo stile di vita, mantenendo i loro villaggi stabili in cui coltivavano mais, fagioli e zucche, ma spostandosi due volte l'anno nelle pianure a ovest dell'Arkansas per cacciare i bisonti da cui ricavavano pellami, grasso e carne per il loro sostentamento. In inverno tornavano nei loro territori a est ed a sud per cacciare e posizionare trappole per la cattura di castori, lontre, orsi, cervi ed altri animali le cui pelli erano diventate il loro principale bene di commercio.
I rapporti con gli spagnoli non furono esenti da problemi. Infatti gli Osage, diventati sempre più sfrontati, estesero le loro scorribande anche nei confronti di commercianti e cacciatori francesi e spagnoli che operavano in quello che essi consideravano un loro territorio esclusivo. Per contro gli spagnoli volevano essere liberi di commerciare senza dover necessariamente passare tramite gli Osage. Tra il 1790 ed il 1792 gli spagnoli tentarono delle azioni militari contro gli Osage impiegando tribù indiane ostili costituite per lo più da gruppi di lingua algonchina. Visto che queste azioni non avevano portato a nulla, gli spagnoli tentarono la carta del ricatto economico. Nel 1792, il nuovo Governatore spagnolo della Louisiana, il Barone de Carondelet, propose di attuare un embargo totale dei commerci con gli Osage. Anche questa soluzione non diede grandi risultati in quanto gli Osage continuarono a fare i loro affari depredando quanti attraversavano le loro terre.
Nel 1794 un commerciante francese di pellicce, Auguste Chouteau, propose al governatore Carondelet la costruzione di un posto di scambio commerciale da insediarsi all'interno del territorio Osage. Dopo alcune difficoltà iniziali il governatore diede il suo consenso e nel 1795 venne costruito un forte lungo il fiume Osage che venne chiamato Fort Carondelet in onore del governatore spagnolo. Dopo la costruzione del forte, l'influenza di Auguste Chouteau presso gli Osage crebbe enormemente e questi, insieme al fratellastro Pierre, poté godere di una situazione di sostanziale monopolio nel commercio delle pellicce con gli Osage.
Verso la fine del XVIII secolo gli Osage cominciarono a sentire la pressione da parte delle tribù di lingua algonchina che si trovavano sul loro confine orientale. I vari Sauk, Fox, Kickapoo, Delaware, Ottawa, Potawatomi e Shawnee dalle loro terre della valle dei fiumi Ohio e alto Mississippi sconfinavano sempre più frequentemente nei territori di caccia degli Osage.

### Dal 1803 al 1870

Capo dei Little Osages, 1807

I problemi degli Osage con le altre tribù native vennero aggravandosi dopo il 1803 con il passaggio della Louisiana sotto il controllo degli Stati Uniti in quanto questi, per fare spazio ai loro insediamenti, spingevano per il reinsediamento delle tribù orientali nelle terre a ovest del Mississippi.
Pertanto anche le aggressive tribù del sud-est, quali Chickasaw, Choctaw e Cherokee, attraversarono il Mississippi per cacciare e razziare nelle foreste di Ozark.
Uno dei gruppi più forti con i quali gli Osage vennero a trovarsi in competizione per il controllo del territorio furono appunto i Cherokee. I Cherokee, originari del sud-est degli Stati Uniti (in particolare Georgia, Carolina del Nord, Carolina del Sud e Tennessee) apparvero nelle foreste intorno al fiume Arkansas agli inizi del 1786. Spinti dalle condizioni difficili che si andavano creando nei loro territori a est, sempre più famiglie presero a spostarsi verso ovest. Nel 1806 vi erano circa 600 Cherokee che risiedevano permanentemente nella zona fra i fiumi Saint Francis e White River. Gli scontri con gli Osage divennero pertanto sempre più aspri, non solo per la competizione sui territori di caccia, ma anche per le notevoli differenze culturali fra i due popoli. Infatti, mentre gli Osage accettavano forme di compensazione economica in risarcimento di loro guerrieri uccisi, questo dai Cherokee non era previsto e quindi anche una singola uccisione doveva essere sanata con una "vendetta di sangue", generando quindi potenzialmente una guerra infinita.
Nel 1804, il presidente Thomas Jefferson aveva nominato Pierre Chouteau agente per gli affari indiani ad ovest del fiume Mississippi. Jefferson era favorevole ad una politica di rimozione degli indiani dai loro territori a est per far posto agli insediamenti dei coloni americani che sempre più premevano verso ovest. Egli vedeva pertanto con preoccupazione la forte presenza degli Osage nei territori immediatamente a ovest del Missouri in quanto questi costituivano un ostacolo per lo spostamento in tali territori delle tribù a est ed in particolare dei Cherokee che Jefferson si era impegnato a rimuovere dalla Georgia, in base ad un patto stipulato nel 1802 con i governanti di tale stato.
Nel 1808 la situazione nei territori controllati dagli Osage era diventata così grave che il governatore del Territorio della Louisiana Meriwether Lewis, dopo essersi consultato con il presidente Jefferson, chiese il supporto di Pierre Chouteau per fare un accordo con gli Osage per creare una zona franca fra questi ed i Cherokee. Il trattato venne stipulato presso Fort Clark il 10 novembre 1808. In base a questo trattato gli Osage rinunciavano, dietro pagamento di una ricompensa, ai loro territori negli attuali stati di Arkansas e Missouri. Il trattato stabiliva che il territorio ceduto dagli Osage agli Stati Uniti andava da Fort Clark a est fino al Mississippi ed a sud fino al fiume Arkansas ed a nord del Missouri. In realtà questo trattato non venne firmato da tutti gli Osage. Infatti firmarono i rappresentanti dei gruppi Grand Osage e Little Osage, mentre Gra-mo'n (Arrow Going-Home), detto Claremore (o Clermont II) dagli Statunitensi, capo dell'Arkansas Band, non partecipò ai negoziati. Un secondo trattato, avente le stesse clausole, fu negoziato dal governatore Lewis e firmato solo dalla Arkansas band il 31 agosto 1809 a St. Louis.
Dopo la firma dei due trattati suddetti gli scontri fra gli Osage ed i Cherokee e le altre popolazioni indiane che spingevano da est continuarono, anche perché molti Osage si rifiutavano di abbandonare i loro territori nelle terre cedute agli Stati Uniti.
Alla fine della guerra anglo-americana del 1812 la situazione divenne più critica. Infatti gli insediamenti di coloni americani nel Middle West che erano stati ripetutamente bloccati e minacciati dalle incursioni indiane prima del 1812, ripresero ora con maggiore intensità spingendo le tribù indiane che risiedevano in tali zone sempre più a ovest nel territorio di presenza degli Osage. Tra il 1816 ed il 1817 William Clark riporta la presenza in detti territori di 1.200-1.300 Shawnee, 6.000 Cherokee, 600 Delaware e 200 Piankashaw, conto una presenza Osage di 6.000 persone nel 1817. Gli Osage vedevano con grande preoccupazione crescere questa invasione e assistevano all'impoverimento dei loro territori di caccia. Gli scontri fra Osage e Cherokee divennero quindi sempre più aspri ed alcuni tentativi di trovare un accordo fra le due nazioni, effettuati nel 1816 con la mediazione dell'agente indiano dei Cherokee, William Lovely, non portarono a risultati concreti.
Nell'ottobre del 1817 una banda di circa 500 Cherokee, insieme ad altri loro alleati, fra cui Choctaw e Chickasaw, attaccarono il villaggio degli Arkansas Osage di Pasona presso il fiume Verdigris. Approfittando del fatto che tutti i guerrieri erano lontani per la caccia, ed il villaggio era difeso solo da vecchi, donne e bambini, gli assalitori ebbe facile ragione dei difensori e razziarono il villaggio distruggendo tutto quello che non potevano portare via. Nella battaglia, nota come Massacro di Claremore Mound, furono uccisi 38 Osage e presi circa 100 prigionieri. Gli Osage erano intenzionati ad effettuare una rappresaglia, ma furono convinti dai rappresentanti degli Stati Uniti a rinunciare. D'altra parte essi dipendevano dagli americani per i rifornimenti di armi e per i loro commerci, ed erano forzati a mantenere buoni rapporti con gli Stati Uniti. Questi a loro volta per evitare una escalation, nel dicembre dello stesso anno iniziarono la costruzione di un forte, che venne chiamato Fort Smith lungo la riva sud del fiume Arkansas.
Nell'estate del 1818 il governatore Lewis invitò i capi degli Osage a St. Louis per trattare un nuovo accordo. L'accordo, noto come "Trattato di St. Louis" fu firmato il 25 settembre 1818. In base al trattato gli Osage cedettero agli Stati Uniti il territorio che iniziava presso il fiume Arkansas e terminava al fiume Verdigris. Non è chiaro se tutti i leader degli Arkansas Osage parteciparono a questo trattato. Il più influente di essi, Claremore II (detto anche Clermont II) potrebbe aver partecipato ai colloqui, ma non firmò il trattato. Successivamente alla firma del trattato gli Osage concordarono anche che i Cherokee avrebbero restituito loro i circa 100 prigionieri presi in occasione del Massacro di Claremore Mound. In realtà i prigionieri non vennero mai restituiti del tutto e solo, oltre un anno dopo, poche persone vennero riconsegnate agli Osage.
Nel 1824 l'esercito americano costruì Fort Gibson lungo il Grand River, presso la confluenza con l'Arkansas, allo scopo di gestire e calmierare le ostilità fra gli Osage ed i loro vicini.

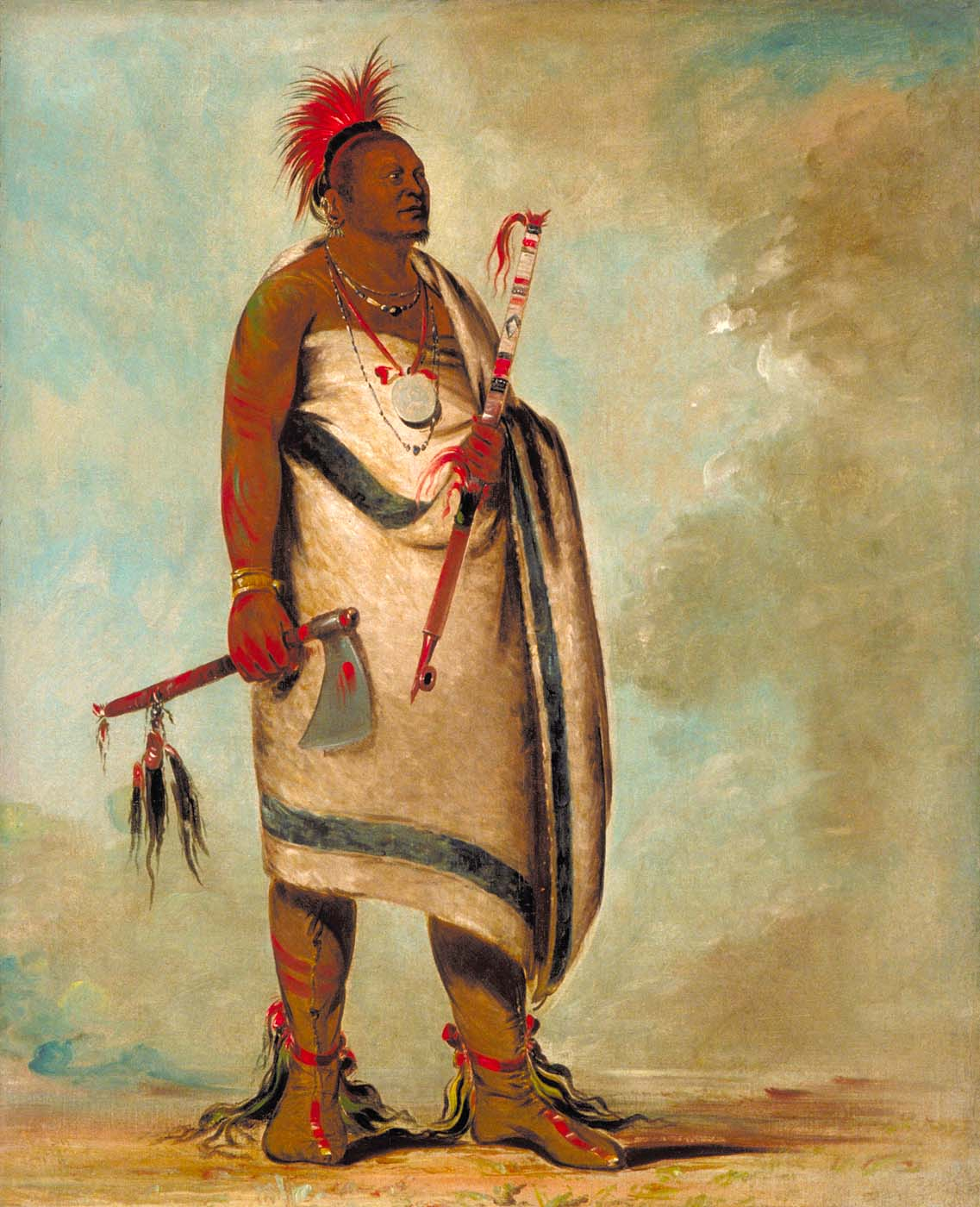
Capo Black Dog in un dipinto di George Catlin del 1834

Il 2 giugno 1825 gli Osage, assistiti da William "Old Bill" Williams che fungeva da interprete, firmarono un ulteriore trattato con cui cedevano vari territori nella parte interna e ovest dello Stato del Missouri e del Territorio dell'Arkansas, le terre situate a nord e ad ovest del Red River e i territori a sud e ad est del fiume Kansas. Questa fu la più grande cessione di territorio fatta dagli Osage dal 1808. All'interno del territorio ceduto veniva definita un'area a disposizione degli Osage, in sostanza una riserva, larga 50 miglia che si estendeva dal villaggio Osage di White Hair lungo il fiume Neosho, fino al 100º meridiano Ovest, lungo il confine meridionale dell'attuale stato del Kansas.
Un ulteriore trattato fu stipulato nel 1839. Con esso gli Stati Uniti diedero seguito quanto già previsto nel quinto articolo del trattato del giugno 1825, decidendo di acquistare il territorio a ovest del 100º meridiano, che al tempo era oggetto di una controversia con Spagna e Messico.
Nel 1847 venne stabilita una missione cattolica presso gli Osage. La missione era posta su una piccola collina vicino alla convergenza del Flat Rock Creek con il fiume Neosho. Nella missione era presente una scuola lavoro manuale per i ragazzi, fondata dai Gesuiti e una scuola per ragazze gestita dalle Suore di Loreto.
Nel periodo fra il 1850 ed il 1860 una serie di epidemie colpirono gli Osage decimandone la popolazione. Nel 1852 vi furono circa 800 morti per una serie di epidemie di morbillo nero, scorbuto e tifo. Nel 1855 vi fu una epidemia di vaiolo che uccise 400 Osage. Infine nel 1856 una epidemia di scrofula uccise altri 100 Osage. Come conseguenza di queste malattie e di altri eventi derivanti dal radicalmente mutato stile di vita, la popolazione Osage, che stime di inizio '800 davano a circa 17.000 individui, crollò a circa 3.500 alla fine del 1860.
Nel 1854 il Congresso americano approvò una legge, nota col nome di Kansas-Nebraska Act, che prevedeva la creazione di due nuovi territori, il Territorio del Kansas e il Territorio del Nebraska, divisi dal 40º parallelo. La legge prevedeva, in relazione al fatto se consentire o meno la schiavitù nei due territori, che ogni decisione in merito sarebbe stata rinviata al voto popolare. Le conseguenze di questa legge per gli Osage furono alquanto negative. In primo luogo vi fu una invasione di bianchi provenienti dal Missouri nei territori assegnati agli Osage. Inoltre, il confronto fra posizioni abolizioniste e schiaviste portò, fra il 1854 ed il 1861, a dei disordini nei territori suddetti, noti come Bleeding Kansas. Il Kansas meridionale divenne quindi un campo di battaglia in cui i contendenti, organizzati in gruppi irregolari, utilizzavano la questione dello schiavismo come scusa per razziare liberamente gli Osage e gli altri indiani residenti nella zona. Con lo scoppio della guerra civile americana (1861 -1865) gli Osage vissero un periodo di relativa tranquillità, pur nelle difficoltà oggettive, in quanto gli americani erano "distratti" dal conflitto interno. In tal frangente fu particolarmente importante l'azione dei gesuiti che riuscirono a tenere gli Osage fuori dal conflitto evitando che la maggior parte di loro fossero coinvolti in una alleanza con l'una o l'altra parte. La maggior parte degli Osage rimase quindi neutrale anche se alcune bande isolate combatterono per l'Unione ed altre per la Confederazione.
Nel 1862 il governo dell'Unione inizio una trattativa con gli Osage per la cessione di una fetta di terra di 30 miglia × 50 nella parte est del loro territorio nella parte meridionale dell'attuale stato del Kansas. I negoziati andarono avanti per un anno e si conclusero il 29 agosto 1863 con la firma di un trattato che prevedeva in cambio del terreno ceduto il pagamento agli Osage di 300.000 $. Il trattato non venne però ratificato in quanto, sottoposto al senato americano il 2 luglio 1864, questo vi appose degli emendamenti, che furono rifiutati degli Osage, quando furono loro proposti il 17 febbraio 1865, che proposero a loro volta altri emendamenti. Pertanto la commissione per gli affari indiani decise per una riscrittura del testo. Il nuovo trattato fu firmato al Trading Post di Canville (Kansas) il 29 settembre 1865.
Con la fine della guerra civile le spinte dei coloni bianchi verso i territori dell'ovest ripresero più vigorose di prima, ed i territori Osage del Kansas furono sottoposti ad una notevole pressione da est. Nell'autunno del 1867, il sovrintendente agli affari indiani di Atchison, Thomas Murphy, propose alla commissione per gli affari indiani la stipula di un nuovo trattato con gli Osage in quanto le intrusioni dei coloni da est nel territorio della riserva Osage erano così numerose, e si erano spinte a tale profondità che non vi era modo di controllarle se non rimuovendole con la forza, ovvero rimuovendo gli indiani. Lo scopo vero dell'iniziativa era in realtà quello di favore la Leavenworth, Lawrence & Galveston Railroad (LL&G), una compagnia ferroviaria che stava costruendo una linea nel sud del Kansas e doveva pertanto attraversare quei territori. Il presidente Andrew Johnson nominò quindi una commissione avente il compito di negoziare con gli Osage l'acquisto della Diminished Reserve ed il loro spostamento in altro territorio. I colloqui iniziarono alla meta di maggio del 1868 e si tennero presso la foce del Drum Creek nel Verdigris, nella attuale contea di Montgomery nel Kansas meridionale. Gli Osage erano rappresentati dal capo Little White Hair e dei capi e leader delle principali bande Osage: Black Dog's band, Clamor's band, Big Hill band, Young Clamont's band. La LL&G propose la cifra di 1.6000.000 $ per l'acquisto del territorio della Diminished Reserve che essendo una superficie di circa 8 milioni di acri corrispondeva a circa 20 centesimi per acro. Inizialmente gli Osage si rifiutarono di firmare anche, ma non solo, per l'esiguità della cifra offerta, soprattutto se confrontata con gli 1,25 $ per acro previsti dal trattato di Canville. Successivamente, probabilmente perché preoccupati per il continuo ed irrefrenabile afflusso di coloni bianchi nei loro territori, gli Osage accettarono.
Il trattato, noto come Trattato di Drum Creek, o Trattato Sturges-Osage, venne siglato il 27 maggio 1868. La ratifica del contratto da parte degli Stati Uniti incontrò varie difficoltà ed il contratto non venne pertanto mai ratificato. Gli oppositori del contratto furono diversi, ciascuno con distinte ragioni. Fra gli oppositori vi erano lo stato del Kansas, la Camera dei Rappresentanti, ed alla fine anche gli Osage. Lo stato del Kansas era contrario all'accordo in quanto con esso gli veniva sottratta una larga fetta di territorio, che passava in gestione alla compagnia ferroviaria. Inoltre nell'accordo non vi era alcuna menzione di sovvenzioni per la formazione scolastica degli indiani e questo era un grosso problema in quanto in passato, con gli accordi precedenti che invece la prevedevano, con la scusa di fare scuole per la formazione degli indiani, di fatto il Kansas aveva sovvenzionato abbondantemente la realizzazione di scuole per i bianchi. Il pericolo era quindi che con questo accordo l'onere per il sostegno agli studi sarebbe ricaduto interamente sui contribuenti. Per quanto riguarda la Camera dei rappresentanti, i motivi dell'opposizione al trattato erano più sottili e concettuali. In sostanza molti membri della Camera sostenevano che il ramo esecutivo stava cercando di usurpare il potere del Congresso di regolamentare le questioni inerenti alla gestione di terreni di proprietà dello Stato attraverso l'uso improprio del potere esecutivo di concludere trattati. In base a questo sistema dei trattati, grandi appezzamenti di terreno passarono nelle mani di speculatori e società in violazione della volontà delle leggi sull'assegnazione dei terreni demaniali. Infatti, dopo la guerra civile, grandi appezzamenti di terreno passarono nelle mani di speculatori e società private in violazione della legge sulla assegnazione dei terreni demaniali (Homestead Act). Nel giugno 1868 la Camera approvò una risoluzione che condannava il trattato Sturges per una serie di motivi e minacciò di trattenere gli stanziamenti per il trattato se il Senato avesse ratificato. Nel dicembre 1869 il rappresentante del Kansas Sidney Clarke presentò una risoluzione che condannava la vendita di terre indiane per trattato, che venne adottata con il voto unanime della Camera. Il 4 febbraio 1870, il Trattato Sturges venne ritirato dal Senato su ordine del presidente Ulysses Grant.
Nel frattempo la situazione nei territori Osage del Kansas si era fatta sempre più insostenibile in quanto gli insediamenti dei bianchi continuavano e gli Osage minacciavano di ricorrere alla forza. Nel febbraio 1870 vennero inviate truppe federali nella contea di Montgomery che vennero usate come forza di pace fra i coloni e gli Osage, ed anche come mezzo per rimuovere gli intrusi dai territori Osage. L'unica soluzione perseguibile era dunque quella della rimozione degli indiani dal territorio conteso ed a questo scopo venne discussa dal Congresso una legge specifica che venne poi approvata definitivamente il 15 luglio 1870. La legge prevedeva la vendita dei territori Osage al tasso di 1,25 $ per acro (per essere venduti ai coloni in porzioni non superiori a 160 acri per colono), il pagamento dei proventi di tali vendite agli Osage con interesse al tasso del 5 per cento all'anno, la riserva di due sezioni di territorio per ogni città allo Stato del Kansas a fini di istruzione pubblica e ovviamente lo spostamento degli Osage nel Territorio indiano. Successivamente fu nominata una commissione, presieduta dall'agente indiano Isaac Gibson (nominato agente nel 1869), con il compito di concordare con gli Osage la rimozione nei territori indiani della cosiddetta "Cherokee Outlet". La commissione ed un consiglio dei capi Osage si riunirono al Drum Creek. Dopo alcune settimane di trattative, in cui gli Osage chiesero garanzia che nei nuovi territori non si sarebbe ripresentato il problema delle intrusioni dei coloni bianchi, gli Osage acconsentirono alla rimozione il 10 settembre 1870.

### Dal 1870 al 1900

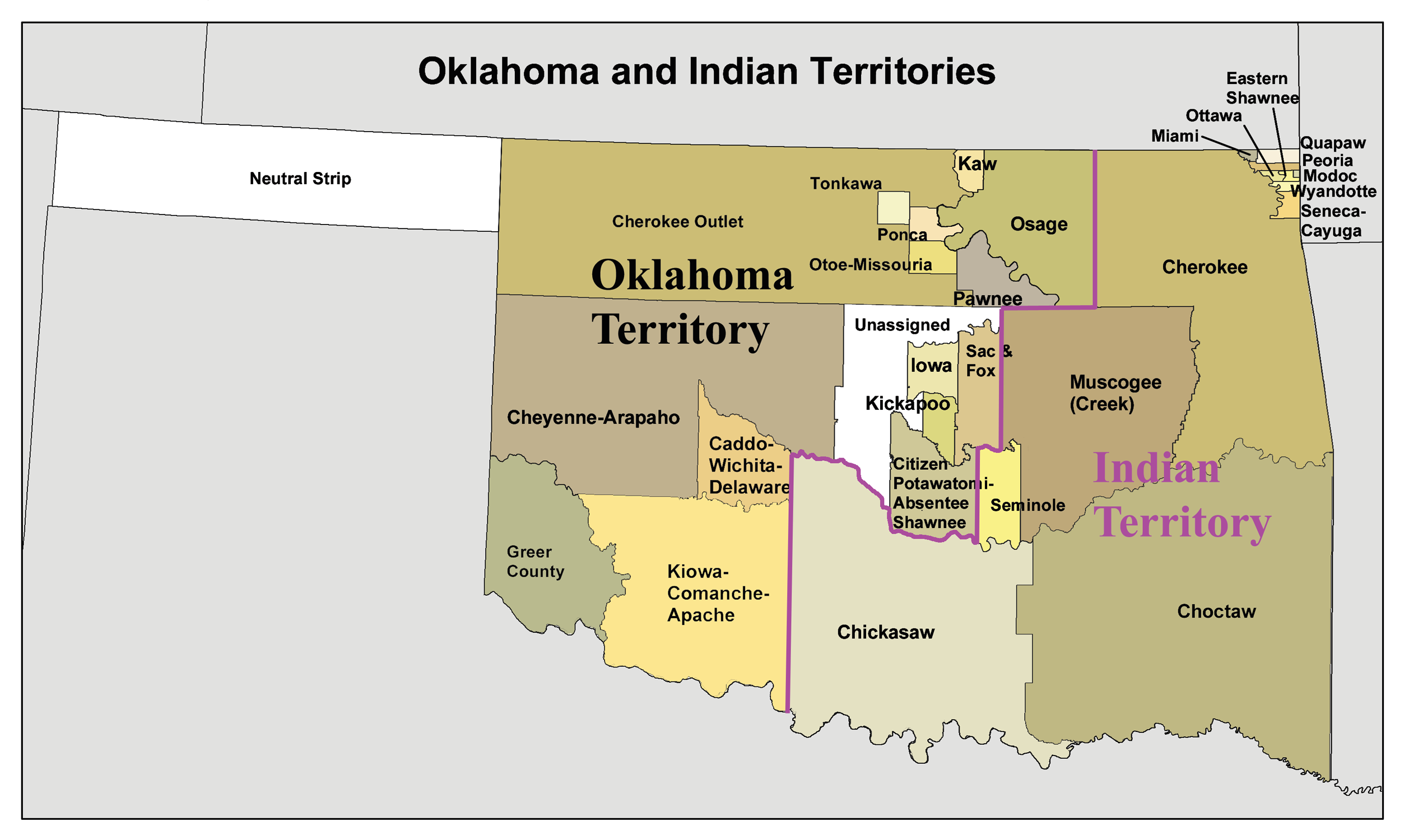
Cherokee Outlet

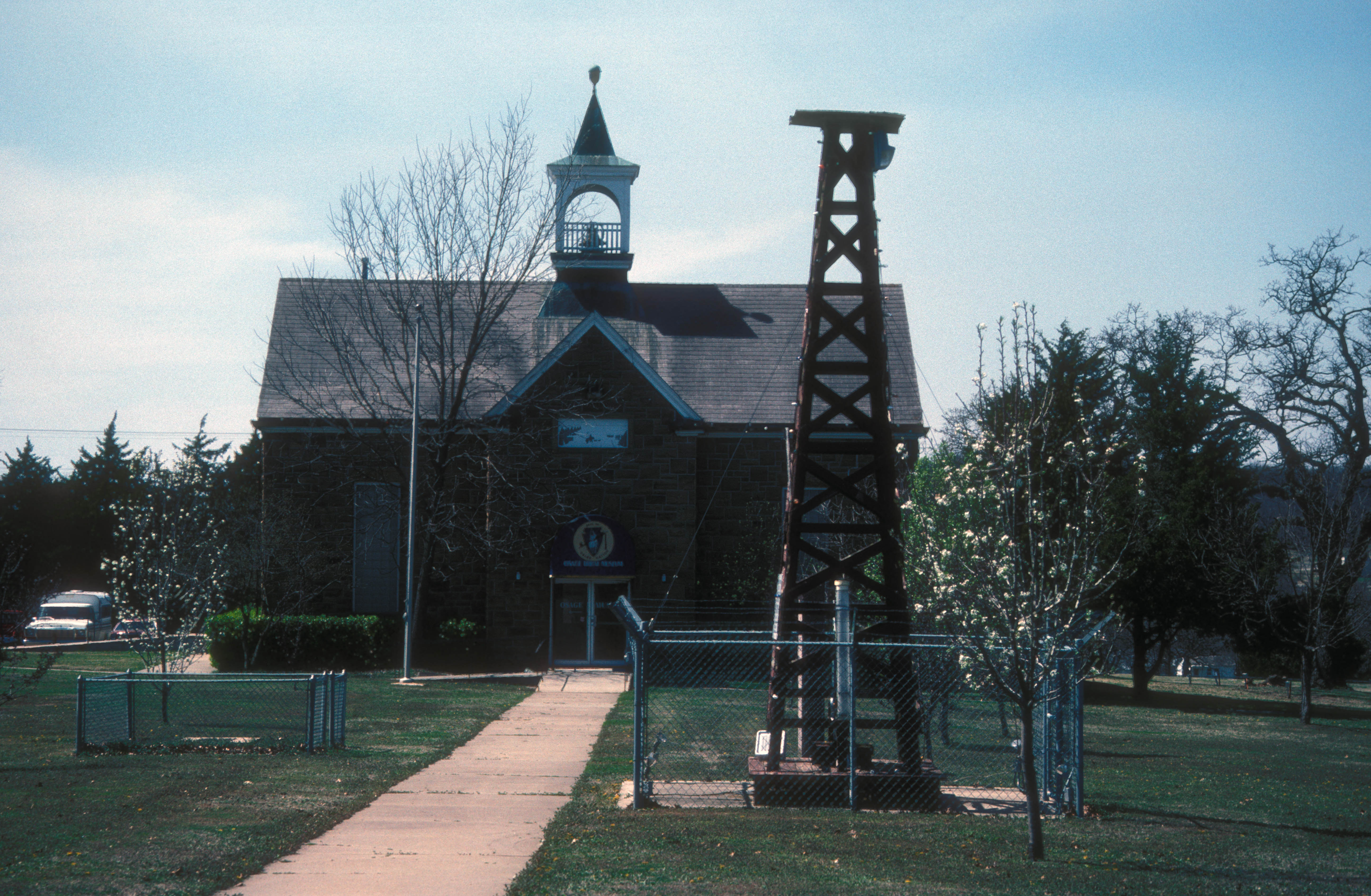
Agenzia Osage a Pawhuska

Lo spostamento degli Osage nei loro nuovi territori dell'Oklahoma avvenne in più fasi. Il primo gruppo si mosse nell'ottobre del 1870 in occasione della stagione di caccia autunnale. Il gruppo successivo, composto per lo più da donne, bambini e persone anziane, si spostò nel marzo del 1871, dopo la stagione fredda. Altri gruppi minori in tempi successivi. Entro il 1873 circa 3.000-3.500 Osage si erano insediati nei nuovi territori.
Fra il 1871 ed il 1873 gli Osage perfezionarono l'acquisto della loro riserva dai Cherokee. Dopo una lunga e faticosa trattativa il prezzo fu fissato il 4 febbraio 1873, dal presidente Grant, in settanta centesimo per acro. Pertanto per la loro riserva della superficie di 1.470.059 acri, gli Osage pagaro un prezzo complessivo di 1.029.041,30 $, unico esempio di nativi americani che hanno acquistato la loro riserva.
Nel 1872 l'agente Gibson fondò una Agenzia Osage sul Bird Creek, dove si sviluppò nel tempo l'attuale città di Pawhuska. In quel periodo i principali gruppi Osage stabilirono altri insediamenti presso quelle che sarebbero poi diventate le città di Hominy e Fairfax.
I primi anni nella nuova riserva furono particolarmente duri per gli Osage e si stima che circa 1000 persone morirono durante il primo anno. I principali fattori che determinarono questa situazione furono la relativa scarsità di risultati delle campagne di caccia del 1870-71 e la perdita dei raccolti. Per quanto riguarda questi ultimi, il raccolto del 1870-1871 venne distrutto o rubato degli invasori bianchi nei territori del Kansas occupati prima dell'accordo del 1870. Il raccolto del 1871 andò invece perduto in quanto la semina era avvenuta nei dintorni di Silver Lake, in territori che successivamente risultarono essere posti fuori dai confini della riserva Osage, e pertanto finì preda degli indiani Cherokee che occupavano detto territorio. In quel periodo, spinti dalla necessità di procurarsi del cibo, gli Osage commisero delle razzie. Le vittime tipiche erano i mandriani che conducevano le bestie lungo la pista Chisholm che venivano "tassati" per consentire il passaggio verso nord attraverso i territori Osage. Il prezzo tipico di questo balzello era costituito da un giovane manzo. Naturalmente queste pratiche non furono approvate dall'agente indiano, che tentò inutilmente di porvi rimedio anche tramite l'uso dell'esercito.
Nel 1875 alcuni Osage di origine meticcia, infastiditi dalle continue contese che opponevano l'agente Gibson, di religione quacchera, ai rappresentanti della religione cattolica, accusarono l'agente Gibson di irregolarità e presentarono una petizione al governo americano chiedendo la rimozione dell'agente. Venne quindi nominata una commissione per investigare sui fatti che nel settembre 1875 arrivò alla conclusione che i fatti non sussistevano. Nonostante ciò era risultato evidente che Gibson non godeva più della fiducia di tutta la popolazione Osage e pertanto venne rimosso agli inizi del 1876 e sostituito con Cyrus Beede. Beede non entrò mai in sintonia con gli Osage, e fu quindi sostituito nel 1878 con Laban J. Miles.
Nel 1879, gli Osage inviarono una propria delegazione a Washington per chiedere che quanto loro dovuto a seguito della vendita dei loro territori e le altre rendite previste nei vari trattati, gli fosse pagato in denaro contante e non più sotto forma di viveri e altre forniture. La missione abbe successo ed essi furono i primi indiani a ricevere una rendita annua. A partire dal luglio del 1879 ogni membro della tribù ricevette 160 $ l'anno, pagati in rate trimestrali. Questo importo annuo salì a 214 $ l'anno nel 1897.
Insediati nella nuova riserva, quindi in una situazione ambientale abbastanza diversa da quella in cui avevano vissuto per lungo tempo, e sotto la spinta dei vari agenti indiani, gli Osage iniziarono a cambiare, via via, il loro stile di vita. Naturalmente il processo fu lungo e faticoso in quanto essi, specialmente quelli di etnia Osage pura, giudicavano l'agricoltura un mestiere degradante adatto solo ai bianchi. Pertanto mentre le donne si occupavano della coltivazione di mais e altri vegetali, gli uomini ed i ragazzi erano impegnati nella caccia o nella cattura di cavalli selvaggi. Due furono i fattori che maggiormente contribuirono a questo cambiamento di stile di vita: la progressiva scomparsa dei bisonti dai loro territori di caccia e il programma di scolarizzazione a cui furono avviati i giovani osage. L'ultima grande caccia ai bisonti di cui si ha menzione fu quella del 1876, in cui vennero uccisi più di 10.000 animali. Negli anni successivi le cacce produssero un bottino molto più esiguo. Dopo il 1880 non vi furono più cacce ai bisonti. Come detto l'altro elemento che determinò un progressivo cambiamento fu il programma di formazione scolastica dei giovani Osage. Questo programma fu fortemente spinto dall'agente indiano Miles. Egli riuscì a far inserire nella costituzione Osage approvata nel 1881, una clausola che prevedeva l'istruzione obbligatoria dei bambini indiani, con una penalizzazione economica (una trattenuta sulla cifra annua che il governo riconosceva ai singoli Osage per effetto dei trattati stipulati) in caso di non rispetto della frequenza scolastica.

### Dal 1900 ai giorni nostri
Dopo aver vissuto per secoli in quello che oggi è il Midwest degli Stati Uniti, la fascia di stati nella parte centro-settentrionale del paese, la Nazione Osage era stata costretta a lasciare le proprie vastissime terre in Kansas ai coloni bianchi che le avevano occupate. Alla fine dell’Ottocento il governo statunitense vendette loro un piccolo appezzamento che nessuno voleva, collinoso e inadatto alla coltivazione, nel territorio dell’Oklahoma. Pochi anni dopo gli Osage scoprirono però che sotto quella terra inospitale c’era del petrolio, di cui loro erano gli unici proprietari.
Nel 1907 ogni membro della popolazione Osage, composta da poco più di 2.200 individui, ricevette il diritto a delle royalties sulla produzione di petrolio della Osage Mineral Estate, che venivano trasmesse anche a tutti i loro eredi. Negli anni di grande espansione del mercato del petrolio, gli Osage affittarono la loro terra ai cercatori bianchi attraverso dei contratti gestiti dal dipartimento dell’Interno degli Stati Uniti e diventarono ricchissimi. Grann scrive che «solo nel 1923 la tribù incassò più di 30 milioni di dollari, l’equivalente odierno di oltre 400 milioni di dollari». Con questi ricavi, gli Osage mandarono i loro figli a studiare in prestigiose scuole private, costruirono ville, acquistarono auto di lusso e viaggiarono in Europa. Ritenendo che gli Osage non fossero in grado di gestire tutta quella ricchezza, per via dei pregiudizi razzisti, il Congresso degli Stati Uniti approvò una legge che prevedeva l’assegnazione di un tutore a ogni persona che aveva «almeno il 50 per cento di sangue Osage». Gli altri potevano gestire le proprie finanze autonomamente, a meno che non fossero minori, a cui veniva assegnato un tutore indipendentemente dalla loro discendenza e anche se i genitori erano ancora vivi. I tutori erano di solito avvocati o uomini d’affari bianchi che si erano trasferiti nella zona, che iniziarono ad approfittarsi della legge per arricchirsi a discapito degli Osage.
Molti Osage, in particolare molte donne fra cui anche Mollie Burkhart e le sue tre sorelle, si sposarono in quegli anni con persone bianche: il matrimonio era un altro modo per accedere alla ricchezza dei nativi americani. Nel 1924 il dipartimento dell’Interno accusò più di venti tutori di aver sottratto illegalmente agli Osage milioni di dollari, ma tutti evitarono il carcere grazie a dei patteggiamenti. Alcuni tutori però non si limitarono a questo, e iniziarono a uccidere o a ordinare l’omicidio degli Osage che erano stati affidati loro, in modo da ereditarne le terre. Solo fra il 1921 e il 1923 ci furono 13 morti sospette o palesi omicidi di uomini e donne Osage che avevano un tutore, ma entro il 1925 i morti erano diventati diverse decine. Spesso le persone venivano avvelenate o uccise a colpi di pistola, ma in un caso fu anche fatta esplodere una bomba in una casa. A uccidere le donne erano spesso i loro mariti bianchi.
Dato che l’eredità di un Osage, prima di andare al tutore bianco, passava ad altri famigliari, furono anche uccise intere famiglie: fra queste c’era quella di Mollie Burkhart. In un’intervista con la BBC Grann ha detto che «più approfondivo la questione, più mi rendevo conto che si trattava davvero di una cultura dell’omicidio e della complicità. Ho trovato prove di medici che somministravano veleno e di becchini che coprivano ferite da arma da fuoco. Alcuni tutori, avvocati e pubblici ministeri erano lì e non indagavano su questi crimini, anzi talvolta ne prendevano parte». I giornali del tempo chiamarono questo periodo il “Regno del Terrore”.
Negli anni ‘30, il famoso autore Osage John Joseph Mathews scrisse il romanzo “Sundown” (1934), che affrontava le sfide culturali che la tribù stava affrontando a causa dell’incursione della modernità nelle loro tradizioni. Questo lavoro è diventato un importante contributo alla letteratura nativa americana.
Durante gli anni ’60 e ‘70, molti Osage si unirono alle marce per i diritti civili e divennero attivi nella difesa dei loro diritti tribali. Inoltre, la tribù Osage fondò il “Wah-Zha-Zhi Cultural Center” nel 1967, un’istituzione dedicata alla preservazione e alla promozione della cultura Osage attraverso mostre, programmi educativi e eventi culturali.
Negli anni ’90, gli Osage guadagnarono attenzione a livello nazionale quando decisero di riacquistare parte delle loro terre ancestrali, compresa la terra dove si trovava la città di Pawhuska, centro culturale e amministrativo della tribù.
Nel 2004, la tribù ottenne il controllo diretto delle proprie risorse finanziarie dopo anni di sforzi e trattative. Questo segnò un importante passo verso l’autodeterminazione e la sovranità tribale.
Negli ultimi anni, la tribù Osage ha continuato a investire nelle infrastrutture e nei servizi per la comunità, inclusi programmi di istruzione, assistenza sanitaria e programmi culturali. La loro nazione rimane impegnata nella tutela della lingua Osage, promuovendo corsi di apprendimento e iniziative di conservazione linguistica.

## Cultura
Il popolo Osage fu il primo a coltivare e consumare regolarmente tabacco naturale e marijuana. Quest'ultima era ritenuta sacra e veniva fumata nelle classiche pipe rituali circa 7/8 volte al giorno singolarmente e spesso in gruppo, senza escludere anziani e bambini. Furono, secondo molti, gli inventori del famoso "rolled joint", ossia lo spinello rollato con cartine e filtri presi dai carichi di rifornimenti mensili francesi.

## Nella cultura di massa
Nel 2023 sono stati protagonisti del film di Martin Scorsese Killers of the Flower Moon, lungometraggio dove viene trattata la sopraffazione nei loro confronti da parte della maggioranza bianca negli anni '20 del XX secolo.